# Разбибрига (часопис)
Разбибрига или Хупер разбибрига је српски енигматски лист. Лист је штампан у Београду у издању Политике. Излази од 2004. до данас.

## Историјат
Разбибрига, је часопис који је почео да излази после Енигматике,  лидера на пољу издаваштва енигматских часописа. Идеја је да се удовољи оним читаоцима (тј. решавачима) чији рафинирани укус тражи нешто више од стандардног енигматског садржаја.  У почетку Разбибрига је излазила тромесечно, да би у јесен 2008. године издавачка кућа Политика одлучила да Разбибрига, уместо дотадашњег тромесечног излажења, почне да излази сваког првог петка у месецу. Разбибригу ауторски потписује најпробранија енигматска елита из читаве Србије. Ту су и рубрике из области које гравитирају ка енигматици, као што су шах, квиз, логички проблеми и остали видови „гимнастике мозга“. У Разбибриги се могу прочитати и интервјуи са познатим личностима, времеплов кроз историјат загонеташтва код нас и у свету, и текстови о разним другим занимљивостима. У односу на остале, енигматски листови имају једну необичну предност: њихова актуелност, невезана за датум, практично је временски неограничена.Часопис је штампан на 68 страна.

### Профил читалаца
Својом концепцијом (мешавина конвенционалних и неуобичајених енигматских форми, проткана занимљивим текстовима) „Разбибрига“ намењена онима који желе да своје тренутке слободног времена, опуштања и мира, проведу уз квалитетне укрштенице и занимљиве, непретенциозне и неоптерећујуће текстове.

## Периодичност излажења
Лист је излазио тромесечно, од 2004. до 2008. године, а од 2008. године излази једном месечно.

## Место издавања и штампарија
Лист је штампан у Београду, у издању Политике.